# Dombvári Bence
Dombvári Bence (Gyula, 1992. október 10. –) világbajnoki ezüstérmes kajakozó.

## Sportpályafutása
2009-ben, a lengyelországi Poznańban rendezett ifjúsági Európa-bajnokságon K1 1000 méteren bronzérmet nyert.
A 2013-as duisburgi világbajnokságon bronz-, a  2014-es moszkvai világbajnokságon pedig ezüstérmes lett K1 1000, illetve 500 méteren. 2014-ben a szegedi U23-as és ifjúsági Európa-bajnokságon előbbi korosztályban aranyérmet szerzett K1 1000 méteren. A 2016-os moszkvai Európa-bajnokságon ezüstérmes lett Hufnágel Tiborral K2 1000 méteren, de ezt az eredményét később doppingvétség miatt az Európai Kajak-kenu szövetség törölte.
2015 augusztusában és 2016 júliusában is eltiltották drog- illetve doppingvétség miatt. A vádak szerint a doppingvétséget egy sztanozolol nevű anabolikus szteroiddal követte volna el, amelyet főleg a súlyemelők használtak a nyolcvanak években. A sportoló a vádakkal szemben ismeretlen tettes ellen tett feljelentést, amely nem vezetett eredményre. Kétéves eltiltásából 2019 nyarán tért vissza. A 2019-es szegedi világbajnokságon K1 500 méteren 5. lett.